# Banamba
Banamba è un comune rurale del Mali, capoluogo del circondario omonimo, nella regione di Koulikoro.
Il comune è composto da 28 nuclei abitati:
- Badouarirébougou
- Bakaribougou
- Boucarobougou
- Bououba
- Bougounina
- Diassani
- Diatrioubougou
- Diaugalabougou
- Dougolon
- Fadabougou
- Foluibougou
- Galo
- Galo–Marka
- Gana

- Kasseta
- Koloudialan
- Kouna
- Madina
- N'Galamadibi
- N'Ganou
- N'Ganouba
- Ouleny–Markà
- Ouleny–Peulh
- Sabalibougou
- Sirzona
- Tioutola
- Touba
- Zambougou